# Marit Dopheide
Marit Dopheide (Santiago, 28 december 1990) is een Nederlandse voormalige sprintster, die gespecialiseerd was in de 400 m. Ze werd eenmaal Nederlands kampioene in deze discipline. Haar meest aansprekende prestaties leverde zij echter in estafetteverband. Zo behaalde zij in 2012 als lid van het Nederlandse team op de 4 × 100 m estafette zilver op Europese kampioenschappen in Helsinki. En in 2021 maakte zij deel uit van het Nederlandse estafetteteam, dat de Europese indoortitel op de 4 × 400 m veroverde tijdens de EK indoor in Toruń in de nationale recordtijd van 3.27,15.

## Biografie

### Jeugd
In 2007 nam Dopheide deel aan de Europese jeugdkampioenschappen in Hengelo. Ze werd achtste op de 4 × 400 m estafette. De wedstrijd werd gewonnen door de Russische estafetteploeg met een tijd van 3.33,95. Haar internationale doorbraak beleefde ze in 2011 bij de Europese kampioenschappen voor neo-senioren in het Tsjechische Ostrava. Met een tijd van 23,32 s behaalde ze een vierde plaats op de 200 m. Doordat later bleek dat de Oekraïense Darja Pizjankova, die de wedstrijd won, verboden middelen had gebruikt, schoof ze op naar de bronzen positie.

### Senioren
In 2009 begon Marit Dopheide het jaar door brons te winnen op de Nederlandse indoorkampioenschappen in Gent. Dezelfde kleur medaille won zij later ook op de Nederlandse baankampioenschappen in Amsterdam. Haar eerste nationale titel won ze bij de NK van 2011. In het Olympisch stadion versloeg ze al haar concurrentes op de 400 m en finishte in een tijd van 53,28.
In 2012 begon Dopheide zich mede te richten op de kortere sprintafstanden. Na een succesvol NK in Amsterdam, waar zij naast een bronzen medaille op de 200 m, op de 100 m zelfs een tweede plaats afdwong achter winnares Dafne Schippers, werd zij als reserve van de 4 × 100 m estafetteploeg uitgezonden naar de Europese kampioenschappen in Helsinki, waar zij in de series in actie kwam, omdat de basisloopsters Jamile Samuel en Dafne Schippers, die beiden tevens de finale van de 200 m hadden bereikt, werden gespaard. In de samenstelling van Esther Akihary, Marit Dopheide, Eva Lubbers en Kadene Vassell slaagde het Nederlandse viertal erin, overigens geholpen door de diskwalificaties van de ploegen van Groot-Brittannië en Zweden, om zich als vierde in 43,80 te plaatsen voor de finale. Hierin wisten Kadene Vassell, Dafne Schippers, Eva Lubbers en Jamile Samuel in de Nederlandse recordtijd van 42,80 de zilveren medaille te veroveren. Tevens bereikte de Nederlandse ploeg hiermee een plek in de top twaalf van de wereldranglijst op de 4 × 100 m estafette, wat kwalificatie opleverde voor de Olympische Spelen in Londen. Daar werd zij samen met Esther Akihary, net als in Helsinki, als reserve toegevoegd aan het Nederlandse team. In Londen kwam zij echter niet in actie.
Zowel in 2015 als in 2016 won zij de belangrijkste onbelangrijke wedstrijd van het jaar: de KlimduinRun te Schoorl De tijd van 28.84 uit 2015 is het 'baanrecord' voor de vrouwen.
Dopheide is in 2019 afgestudeerd in de bewegingswetenschappen aan de Rijksuniversiteit Groningen (RUG). Ze is werkzaam bij het Mulier Instituut in Utrecht, woonachtig in Enschede en aangesloten bij AV Sprint Breda.

## Kampioenschappen

### Internationale kampioenschappen
| Onderdeel | Titel                    | Jaar |
| --------- | ------------------------ | ---- |
| 4 × 400 m | Europees indoorkampioene | 2021 |

### Nederlandse kampioenschappen
| Onderdeel | Jaar |
| --------- | ---- |
| 400 m     | 2011 |

## Persoonlijke records
Outdoor
| Onderdeel | Prestatie          | Datum        | Plaats  |
| --------- | ------------------ | ------------ | ------- |
| 100 m     | 11,60 s (+1,6 m/s) | 28 juni 2014 | Breda   |
| 150 m     | 17,61 s (+0,1 m/s) | 13 mei 2017  | Lisse   |
| 200 m     | 23,32 s (-0,1 m/s) | 16 juli 2011 | Ostrava |
| 300 m     | 37,86 s            | 7 mei 2016   | Lisse   |
| 400 m     | 52,98 s            | 17 juli 2021 | Ninove  |

Indoor
| Onderdeel | Prestatie | Datum            | Plaats    |
| --------- | --------- | ---------------- | --------- |
| 60 m      | 7,38 s    | 27 februari 2016 | Apeldoorn |
| 200 m     | 24,60 s   | 14 januari 2012  | Gent      |
| 400 m     | 53,17 s   | 21 februari 2021 | Apeldoorn |

## Prestatieontwikkeling
| Jaar | 200 m | 400 m |
| ---- | ----- | ----- |
| 2007 | -     | 55,74 |
| 2008 | 24,66 | 55,23 |
| 2009 | 24,92 | 55,08 |
| 2010 | 24,18 | 54,27 |
| 2011 | 23,32 | 53,28 |
| 2012 | 23,77 | 55,77 |
| 2013 | 24,61 | -     |
| 2014 | 23,63 | 53,03 |
| 2015 | 23,98 | 54,66 |
| 2016 | 24,06 | 54,05 |
| 2017 | -     | 53,37 |
| 2018 | -     | 53,93 |
| 2019 | -     | -     |
| 2020 | -     | 54,14 |
| 2021 | 24,33 | 52,98 |
| 2022 | -     | 54,89 |

## Palmares

### 60 m
- 2015: 7e NK indoor - 7,75 s (in serie 7,59 s)
- 2016: 4e NK indoor - 7,38 s

### 100 m
- 2012:  NK - 11,76 s
- 2014:  NK - 11,66 s

### 150 m
- 2016:  Ter Specke Bokaal te Lisse - 17,67 s

### 200 m
- 2011:  EK U23 - 23,32 s
- 2011:  NK - 23,60 s
- 2012:  NK - 23,77 s
- 2014:  NK - 23,63 s
- 2016: 7e NK - 24,06 s (+0,4 m/s)

### 300 m
- 2016: 4e Ter Specke Bokaal - 37,86 s

### 400 m
- 2008: 4e NK - 55,23 s
- 2009:  NK indoor - 55,08 s
- 2009:  NK - 56,30 s
- 2010:  NK indoor - 54,64 s
- 2010:  NK - 54,62 s
- 2011:  NK - 53,28
- 2011: DSQ EK U23 (in serie 53,44 s)
- 2012:  NK indoor - 53,61 s
- 2013:  NK indoor - 53,66 s
- 2014:  Flynth recordwedstrijden te Hoorn - 53,03 s[5]
- 2014: 7e FBK Games - 53,25 s
- 2017:  NK indoor - 53,38 s
- 2018:  Ter Specke Bokaal - 55,31 s
- 2020: 4e NK indoor - 54,71 s
- 2021:  NK indoor - 53,17 s
- 2021: 6e NK - 53,57 s

### 4 × 100 m
- 2012:  EK - 42,80 s[6]

### 4 × 400 m
- 2007: 8e EJK - 3.47,75
- 2010:  Nacht van de Atletiek - 3.34,76
- 2021:  EK indoor - 3.27,15 (NR)